# François Lapointe
François Lapointe (Montréal, 26 mars 1971– ) est un homme politique québécois. Il a été député de la circonscription de Montmagny—L'Islet—Kamouraska—Rivière-du-Loup à la Chambre des communes du Canada de 2011 à 2015 sous la bannière du Nouveau Parti démocratique (NPD).

## Biographie
Sa biographie officielle sur le site du Parlement du Canada le décrit comme « compositeur, coordinateur de projet, environnementaliste, musicien ». Avant son élection, il était chargé de projet pour des groupes populaires d’alphabétisation de Montmagny-L’Islet.
En 2009, à la suite de rencontres avec Jack Layton et Thomas Mulcair, il est candidat pour le Nouveau Parti démocratique (NPD) lors de l’élection partielle dans la circonscription de Montmagny—L'Islet—Kamouraska—Rivière-du-Loup. Il est défait par son adversaire conservateur sortant, l’ex-maire de La Pocatière, Bernard Généreux.
En 2009-11, il siège sur des comités provinciaux pour le NPD fédéral. Une large part des membres de ces comités sont élus lors de la vague orange de 2011 au Québec.
Il défait son adversaire conservateur lors de l’élection fédérale canadienne de 2011. Après avoir été déclaré défait le soir du scrutin, Il est déclaré vainqueur par 5 voix le lendemain de l'élection. Il remporte définitivement l'élection, par 9 voix, à la suite d'un dépouillement judiciaire.
Aux élections fédérales de 2015, il obtient un résultat au-dessus des intentions de votes projetées dans sa région pour le NPD mais celui-ci ne suffira pas pour remporter le comté, il termine troisième (24,2 % des suffrages) derrière le candidat du parti conservateur, Bernard Généreux (28,99 % des suffrages) et la candidate du parti libéral, Marie-Josée Normand (28,43 % des suffrages).
Durant son mandat 2011-2015, François Lapointe est notamment porte-parole principal de l’opposition officielle pour les petites et moyennes entreprises et en matière de tourisme. Il est aussi critique dans les dossiers de l’Agence de développement économique du Canada pour les régions du Québec. De plus, il siège au Comité permanent des ressources humaines, du développement social et de la condition des personnes handicapées (HUMA) ainsi que sur le Groupe interparlementaire Canada-États-Unis. Enfin, il siège aussi pendant un an au Comité permanent des ressources naturelles (RNNR).
Il coordonne des campagnes nationales avec son équipe. En décembre 2012, une motion du député François Lapointe demandant au parlement canadien d’inclure l’amiante à la liste des substances dangereuses de la Convention de Rotterdam et de mettre sur pied un plan de reconversion industrielle vers des secteurs économiques durables pour les régions qui dépendent encore de cette ressource est rejeté par la majorité conservatrice. Cependant, quelques jours avant le dépôt officiel de la motion en septembre 2012, le ministre de l’Industrie, Christian Paradis, avait confirmé que le Canada cesserait de s’opposer à l’inscription de l’amiante chrysotile sur la liste des produits chimiques dangereux établie par la Convention de Rotterdam, et la création d’un fonds de 50 millions de dollars afin de permettre aux communautés affectées par cette décision de diversifier leur économie. Le budget fédéral de 2013 confirme la création d’un fonds de 50 millions sur sept ans pour aider à la diversification économique de Thetford Mines et d’Asbestos. De plus, Il a mène une campagne de plusieurs mois en 2014-15 pour exiger que les frais de traitement excessifs des cartes de crédit imposés aux petites entreprises soient réduits.
En 2012, lors de la course à la chefferie du NPD provoqué par le décès de Jack Layton, il est le premier député néo-démocrate qui appuie la candidature de Thomas Mulcair. Il joue un rôle dans l'élection de M. Mulcair comme chef du parti en qualité de coprésident de la campagne Québécoise de l'ancien ministre québécois de l'environnement.
Deux dossiers locaux ont particulièrement marqué l’action locale du député François Lapointe pendant son mandat : l’organisation d’une résistance à la réforme de l’assurance emploi du gouvernement Harper et de ses impacts négatifs sur les industries saisonnières, ainsi que l’opposition au projet de construction d’installations de transbordement de pétrole au port de Gros-Cacouna.
François Lapointe naît à Montréal en 1971. Il est père de trois enfants (Delphine, Gustave et Mika). Il est divorcé de Mme Marie-Claude Gamache depuis 2020. Durant sa jeunesse, il fréquente le Conservatoire de musique de Montréal. Il fréquente par la suite le Cégep de Maisonneuve en Arts et lettres puis travaille deux ans à Londres, en Angleterre, sur des projets de cinéma et de théâtre.
Il obtient une attestation d’étude collégiale en production audio, au Collège Musitechnic de Montréal, et exerce le métier de sonorisateur. Il travaille comme gestionnaire du département d’audio professionnel pour Solotech. Par la suite, il devient copropriétaire d’une PME spécialisée en production audio en plus d’enseigner et de coordonner les laboratoires pour l’Institut d’Enregistrement du Canada, un collège spécialisé en Techniques de sonorisation et d’enregistrement musical. Il a collaboré à plusieurs projets musicaux en tant qu’auteur-compositeur et interprète.
Il habite la MRC de L’Islet depuis 2007, il préside à la création de l’organisme environnemental Terra Terre, Solution Écologique en 2008. Il est chargé de projet pour l’ABC des Hauts Plateaux Montmagny-L’Islet et coordonnateur d’abCparti.net les années précédant l'élection de 2011. Ses responsabilités l’amènent à travailler dans plusieurs municipalités des MRC de sa région sur des projets impliquant autant des gens avec de faibles compétences de base, que des spécialistes en éducation et en technologie de l’information.
Il adhère au Parti québécois, à l’occasion de la course à la chefferie de 2016. Il soutient la candidature du seul candidat au poste de chef du PQ qui prend l'engagement de ne pas déclencher un référendum lors de son premier mandat, M. Jean-François Lisée. Il s'implique dans l'élection de M. Lisée comme chef du PQ en qualité de consultant aux communications, ainsi que dans l'élaboration des propositions en matière d'environnement, de la campagne de l'ancien ministre québécois des Relations internationales et de la Francophonie. Depuis 2017, François Lapointe n'est membre d'aucun parti politique.
De 2016 à 2019, il est copropriétaire d’une boite de relations publiques et de création de contenu, La Maison MÉLOÉ. Il travaille comme consultant pour les communications de la ville de La Pocatière. Il commente l’actualité sur les stations de radio CIQI et CHOX depuis de 2017 à 2019. Il produit des émissions sur des PME de la MRC de L'Islet en 2019 pour MAtv Bas-Saint-Laurent.
Depuis 2019 , il est Chargé de communication et de sensibilisation pour Collectivités écologiques Bas-Saint-Laurent (Co-éco). Il assure, entre autres, le suivi des communications pour les écocentres des MRC de Rivière-du-Loup et de Kamouraska et produit la campagne publicitaire Mon bac brun, ma solution d'avenir! En 2020, il anime un magazine sur la réutilisation des matériaux des écocentres produit par TVCK et diffusé sur l'ensemble des stations MAtv du Québec.
Il est candidat à l'élection fédérale canadienne 2021 pour le Parti libéral du Canada.